# Julián García Valverde
Julián García Valverde (Madrid, 20 de marzo de 1946) es un político y empresario español. Actualmente es presidente de las empresas Imathia Construcción S.L., y Consultrans, S.A. Fue Ministro de Sanidad y Consumo en el tercer gobierno de Felipe González.

## Biografía

### Formación
Economista por la Universidad Complutense de Madrid (UCM) y técnico Comercial del Estado por el Ministerio de Economía y Hacienda, amplió sus estudios en la Wharton Business School de la Universidad de Pensilvania, en la Georgetown University y en la London Business School obteniendo diplomas en Finanzas para Alta Dirección, International Business Relations, Investment Management y Corporate Finance.

### Actividad política
Miembro del Partido Socialista Obrero Español (PSOE), en marzo de 1991 fue nombrado Ministro de Sanidad y Consumo en la remodelación de gobierno realizada por Felipe González.
En enero de 1992 presentó la dimisión. Fue imputado en el caso de la adjudicación de terrenos de la línea del AVE Madrid-Sevilla mientras era presidente de RENFE entre 1985 y 1991. Fue absuelto de las acusaciones por la Audiencia Provincial de Madrid en 2006.

### Trayectoria profesional
Actualmente es presidente de las empresas españolas Consultrans e Imathia. Consultrans es una empresa de consultoría estratégica y de gestión e Imathia se especializa en obra civil. Las dos empresas forman parte del consorcio hispano-saudí, Al Shoula Group, ganador del concurso internacional encargado de la construcción y explotación del tren de alta velocidad Haramain High Speed Rail que unirá las ciudades de Meca y Medina en Arabia Saudí. El consorcio Al Shoula está formado por las entidades españolas Administrador de Infraestructuras Ferroviarias (ADIF), Renfe Operadora, Ineco, Talgo, OHL, Indra, Copasa, Cobra, Inabensa, Dimetronic, Imathia y Consultrans y las empresas saudíes Al Shoula y Al Rosan.
Entre 1992 y 1997 fue Consejero Económico y Comercial en la Embajada Española en Londres.
Ocupó el puesto de Presidente-Director General y Delegado del Gobierno de Ferrocarriles Españoles, RENFE entre 1985 y 1991. Durante este periodo fue el impulsor de la primera línea de alta velocidad española, el AVE Madrid-Sevilla inaugurado el 14 de abril de 1992. Además puso en marcha una reestructuración de la compañía introduciendo una nueva organización corporativa basada en unidades de negocio: trenes de cercanías, regionales, larga distancia, alta velocidad, transporte multimodal, carga, infraestructura y terminales. Promovió la creación del Instituto del Magnetismo Aplicado (IMA) inaugurado en el año 1989 y cuya actividad principal se centra en la investigación en los materiales magnéticos y sus aplicaciones.
Fue también Vicepresidente del I.N.I. (Instituto Nacional de Industria) desde 1982 hasta 1984.
En el marco de la reconversión industrial española y de los ajustes estructurales para la integración de España en la Unión Europea, fue el coordinador de la reestructuración de la industria del acero, los bienes de equipo,  los astilleros y la minería de carbón. 
Entre 1976 y 1981 fue Subdirector General de Estudios y Promoción Industrial en el Ministerio de Industria y Energía.
Destacan en su carrera profesional grandes proyectos de consultoría internacionales. El Ministerio de Finanzas de Rumanía, Ferrocarriles Ucranianos (EBRD), los laboratorios SICOMED en Rumanía, el Ministerio de Salud de Bosnia Herzegovina y el Ministerio de Transportes y Telecomunicaciones de Argelia son algunos de los clientes a los que sus empresas han prestado servicios.

### Actividades Académicas
Desde el año 2008 es miembro del Consejo Social y portavoz de la Comisión de Innovación, Transferencia y Patrocinio del Consejo Social de la Universidad Nacional de Educación a Distancia, UNED.
Es también, desde el año 1992, Miembro del Patronato y de la Fundación de la Universidad Carlos III de Madrid.
Entre los años 1986 y 1991 fue Presidente del Consejo Social de la Universidad Complutense de Madrid y entre 1971 y 1977 fue profesor asociado de Microeconomía de la Universidad Autónoma de Madrid.